# Ботанічний сад Чагуаль
Ботанічний сад Чагуаль (ісп. Jardín Botánico Chagual, також відомий як Ботанічний сад Сантьяго) — ботанічний сад у Сантьяго (Чилі).

## Загальні відомості
Ботанічний сад розташований у парку Метрополітан-Сантьяго в комуні Вітакура Столичного регіона Сантьяго. Заснований у 2002 році, загальна площа становить 44 гектари. Названий на честь рослини Пуйя чилійська (Puya chilensis, місцева назва — чагуаль), яка є ендеміком Чилі.
Ботанічний сад створено з метою збереження місцевих рослин у  Середземноморської кліматичної зоні Чилі. Колекції ботанічного саду доповнюють рослинні колекції національного ботанічного саду у Вінья-дель-Мар і ботанічного саду університету Південного Чилі.

## Колекції
У даний час формуються наступні колекції:
- Дерева, чагарники та інші рослини вічнозелених лісів — Beilschmiedia miersii, Cryptocarya alba, Peumus boldus, Lithraea caustica і Quillaja saponaria.
- Різні види нотофагусів (Nothofagus macrocarpa, Nothofagus obliqua, Nothofagus glauca, Nothofagus alessandrii).
- Kageneckia angustifolia і австроцедрус (Austrocedrus chilensis).
- Бромелієві Чилі.
- Амарилісові і лілійні Чилі.